# Island Xtreme Stunts
Island Xtreme Stunts è un videogioco d'azione, nonché sequel di Isola LEGO 2: La rivincita del Briccone, e terzo episodio della serie Isola LEGO.

## Trama
Pepe Roni ha ricevuto il ruolo di primo stunt-man in un film d'azione girato all'Isola Lego (chiamato "Xtreme Stunts"). Dopo aver eseguito un salto a bordo di una motocicletta attraversando un poster per pubblicità, viene trasportato nella prima scena dove compie un inseguimento a tutta velocità in autostrada contro il Brickster, che ironicamente interpreta il ruolo di cattivo nel film. Dopo ciò, Pepe può girare liberamente per Isola Lego, potendo così esplorare e completare missioni secondarie mentre il film prosegue in altre località sparse per l'isola. Man mano che il giocatore prosegue nell'avventura, diventa sempre più chiaro che il Brickster sta tramando qualche piano, e più tardi rapisce l'Informatto e rivela la sua torre costruita dai Brickster-Bots. Pepe naturalmente accorre in aiuto dei cittadini e ancora una volta sconfigge ed imprigiona il Brickster, così che il film viene completato e pubblicato in tempo. Alla fine Pepe ha accesso a tutte le aree dell'isola, potendo ripetere scene e missioni secondarie.

## Modalità di gioco
Come in Isola LEGO 2, il giocatore controlla Pepe Roni, esplorando senza binari l'isola. Può inoltre controllare e guidare per la città differenti veicoli (di terra, di mare e d'aria, ma solo dopo aver ottenuto la rispettiva patente di guida). Vari e sparsi sono gli oggetti raccoglibili, utili per costruire degli animali con i mattoncini; in alcune parti della città si trovano anche dei minigiochi.
Quando vengono filmate le scene spericolate, il regista spiega al giocatore come eseguire le manovre, a cui segue la stanza dove Pepe può impratichirsi controllando il veicolo davanti ad un blue screen (mentre alcuni Brickster-Bot controllano i macchinari). Il giocatore poi esegue la scena tramite un minigioco. Una volta completato, viene montato un video della scena che viene fatto vedere al giocatore, che include alcuni dietro alle quinte umoristici e divertenti (l'episodio cambia a seconda delle difficoltà). La performance del giocatore viene poi valutata, basandosi su quanto velocemente gli obiettivi sono stati completati e quanti bonus sono stati ottenuti dalle acrobazie.

## Personaggi
La maggior parte dei personaggi di Isola LEGO e Isola LEGO 2 compaiono anche in questo videogioco. Pepe Roni resta il protagonista, mentre i suoi genitori adottivi Mamma e Papà Mattoncelli continuano a gestire una pizzeria. Il ruolo dell'Informatto non è più una guida come negli episodi precedenti, ma un personaggio minore. Altri personaggi mantengono il loro ruolo, come Ed Mail il postino, e i poliziotti Nick e Laura Mattone. Viene introdotto il regista, che spiega a Pepe le acrobazie da eseguire e le scene da recitare, indicando anche gli obiettivi.
A differenza di Isola LEGO e Isola LEGO, Pepe non pronuncia alcuna parola, divenendo un protagonista muto, limitandosi solo a esclamazioni monosillabiche.

## Merchandise
Dal 2002 al 2003, è stato messo in vendita un set ufficiale della serie Island Xtreme Stunts, replicando i protagonisti del gioco e includendo anche uno skate park e alcuni veicoli del gioco comparsi nel gioco. Tuttavia, economicamente non hanno replicato il successo sia del gioco sia della serie Lego stessa, venendo interrotta un anno dopo. I set sono ora pezzi da collezione .